# Министерство сельского хозяйства Литвы
Министерство сельского хозяйства Литвы является правительственным ведомством Литовской Республики. Её деятельность уполномочена Конституцией Литовской Республики, указом Президента и премьер-министра, а также законами, принятыми Сеймом (парламентом). Его задачи заключаются в реализации государственной политики и её координации в области земли, продовольствия, рыбного хозяйства, развития сел, сельского хозяйства, а также составлением официальных географических карт страны.
Нынешним главой министерства является Игнас Хофманас.